# たとえばこんなラヴ・ソング
『たとえばこんなラヴ・ソング』は、北崎拓の漫画作品。小学館「週刊少年サンデー」に1990年28号から1991年50号まで連載された。単行本全6巻。

## 概要
龍介の元彼女の瞳、龍介の今の彼女である真里子、との三角関係を現した恋愛漫画。

## 備考
この漫画では中央線にある吉祥寺、西荻窪、荻窪などの地名や絵が使われている。
タイトルはRCサクセションによる同名の曲に由来する。

## あらすじ
高瀬龍介は中学時代に交際していた七穂瞳と同じ高校に合格したが、一方的に別れを告げられ、瞳は理由も言わずに九州に引っ越してしまった。
1年半後、突然東京に戻ってきた瞳に戸惑いつつも、高校で出来た彼女、八木真里子を大切にする龍介。しかし真里子は2人が中学時代に付き合っていたことを知ってしまい、メンタル的に苦しむ。そして真里子は龍介をつなぎ止めるために、修学旅行の自由行動の際に龍介に抱かれる。
修学旅行は、瞳が1年半を過ごした熊本で最後の夜を迎えた。龍介から「真里子のためにも、おまえとはもう会わない。友達としてももうつきあえない」と言われた瞳は、かつて別れを告げて熊本に逃げた理由を告白する（龍介と同じ位置に立つために龍介の何百倍も努力していたこと、龍介がバスケ部を続けながら乗り越えた高校受験も徹夜の連続で必死に勉強していたこと、龍介と一緒に歩いていたかったけどあれ以上ついていく自信がなかったこと、ついていけないと白状すれば龍介は自分を背負ってくれるだろうがそれでは自分が一番なりたくない女になってしまうこと、など）。
真里子は瞳が今も龍介を想っていることに気付き、激しく瞳を責め、自分と龍介の付き合いの深さを誇示するように龍介に抱かれたことを瞳に告げる。ショックを受けた瞳は、腹いせのように緒沢誠一郎に抱かれようとするが、やはり龍介のことが諦めきれず一線を越える前に緒沢を拒絶してしまう。
龍介たちは高校3年に進級し、いよいよ受験態勢になっていく。そんな中、樹美保が龍介に接近する。美保は龍介のストーカーだが、真里子から龍介を奪おうとして真里子のストーカーに変貌。真里子は龍介を奪おうとして自分を責め立てる美保に、瞳から龍介を奪おうとして瞳を責め立てた自分の姿を重ね、苦しむ。龍介は美保が陰で真里子を責め立てていることに気付き、美保に「絶対に好きになれない」と突っぱねる。
夏休み、緒沢と一泊旅行に出かけるため羽田に向かおうとしていた瞳は、偶然龍介と会って立ち話をする。そのとき瞳が落とした定期券を手渡そうと、駅に走った龍介が自動車にはねられてしまう。定期券が無いのに気付いた瞳は浜松町から自宅に電話を入れ、龍介の事故を知る。
幸い命に別状はなかったが、病院に見舞いに来た瞳をさやかが厳しく追い返す。事故の事情を知らない真里子は、その様子を見て事故に瞳が関係しているのかと勘ぐって苦しむ（定期券の件は後にさやかから聞かされる）。瞳が緒沢のマンションを訪ね、約束をすっぽかしたことを詫びるが、緒沢は自分が瞳を待ち続けていた間、瞳が龍介のそばにいたことに激昂する。
そんな中、瞳の父が医療機器購入をめぐる贈収賄事件の渦中の人となる。熊本に帰省中だった緒沢が東京に戻り、瞳は緒沢にすがりつく。しかし緒沢は、瞳が「自分が辛いときに優しくしてくれる人なら誰でもいい、龍介以外は誰でも同じ」ということを見抜いていて、瞳を責める。瞳もそのことを自覚し、このままでは緒沢に甘えて生きるだけの女になってしまうと気付く。龍介とやり直すことも出来ず、これ以上緒沢に頼ることも出来ないと悟った瞳は、終電もないのに緒沢の車から降りて走り去る。
雨に降られ、山下公園の電話ボックスで雨宿りした瞳は、龍介に電話を入れる。電話は繋がるが、瞳は怪しげな男たちに電話ボックスを取り囲まれてしまう。龍介は岡部に助けを請い、オートバイで山下公園へ急ぐ。
龍介と岡部が山下公園に到着したときには、既にパトロール中の警察官の登場によって男たちは逃げていき、瞳も警察官に深夜徘徊をとがめられて逃走した後だった。岡部が帰ったあと、龍介は瞳を発見、始発を待つため駅へ向かう。雨に降られる中、瞳は龍介に抱きついて号泣する。
翌日、夜の横浜での出来事を真里子に隠すことに気を咎める龍介と、龍介と瞳の2人に何かあったらしいと感づく真里子。瞳は「真里子には何も言うな」と龍介に念を押す。
瞳が父親の贈収賄事件のことで引っ越して転校することを知った龍介は、学校を飛び出して瞳の自宅へ向かう。瞳に会った龍介は「瞳がまたいなくなるなんて耐えられない」と引き止める。瞳は泣きながら龍介に抱きつき、2人は長いキスを交わす。
もう一晩自宅で過ごしてから移動するという瞳に促され、龍介は学校に戻る。感付いた真里子は早退済みで、岡部にも「瞳はまたいなくなるんだぞ」ときつく言われるが、龍介はもう瞳のことしか考えられなかった。
しかし瞳の家に戻ると、そこにはもう瞳の姿は無かった。日が暮れてもなお瞳の帰りを待つが、瞳の部屋に思い出のイヤリングが落ちているのを見つけ、肩を落とす。
龍介が再び目の前からいなくなった瞳を想っていることを確信した真里子は、そのことを龍介に確認し、真里子の口からはっきりと別れが告げられた。
時は流れ、1年と数ヶ月が過ぎたある春の日。東大前に、岡部のオートバイで送ってもらった龍介の姿があった。龍介は前年に合格した第2・第3志望の大学を蹴って、再び東大に挑戦していた。
無事に合格し、受験票を提出して入学手続きの書類を受け取る龍介は、自分の隣で同じように書類を受け取った女性に気付いて驚く。そこには「や、また会えたね。」と声をかけて微笑む瞳がいた。

## 登場人物
声はメディアミックスによる声優。
高瀬 龍介（たかせ りゅうすけ）声 - 関俊彦
葵学園高校受験の合格発表の日、中2の春から付き合っていた瞳に、一方的に別れを告げられる。勉強も出来、スポーツも出来、ルックスも良いが恋愛には不器用。中学時代はバスケ部に所属。部活を続けながら進学校である葵学園に合格する。中学時代、瞳とはベストカップルと称され公認の仲だった。高校入学後は八木真里子と付き合っていたが、瞳のことが忘れきれずに、真里子とも別れることになる。一浪の後、東京大学に進学する。
七穂 瞳（ななお ひとみ）声 - 鶴ひろみ
とある事情から龍介と別れたが…。美人系なルックス。高校進学時に九州に行ってしまったが、高校2年時に東京に戻り、龍介と同じ葵学園高校に編入する。龍介と別れた理由は「龍介に追いつけない」「追いつけないのを告白すれば、龍介が自分に合わせてペースやレベルを下げるのが分かりきっていて、その優しさに耐えられなかった」とのこと。龍介の誕生日にシャーデーのアルバム、Stronger Than Prideを贈ったことがある。父親はT大附属病院の外科部長だったが、汚職事件の渦中となって辞職、一家で引っ越していくことになる。父親に背負われている（依存している）母親を「自分が一番なりたくない女性像」と捉えているため、母親とは不仲で何かと辛くあたっていたが、緒沢との件で己を省みた事と、父親の事件の際に毅然として振舞う母親を見て、不仲は多少改善された様子（それまでは瞳の八つ当たりとも言えるものであったが）。一浪の後、東京大学に進学する。
八木 真里子（やぎ まりこ）声 - 平松晶子
葵学園高校で龍介と出会い、交際するようになる。ショートカットで可愛い系なルックス。作品中に学校内で瞳を龍介に近づけないよう策を弄したり、龍介と2度身体を重ねるが、心まではつなぎ止められなかった（1度目の際は、少年誌でありながら裸体を披露している）。女子大に進学する。
岡部 栄一（おかべ えいいち）声 - 津久井教生
龍介の幼友達。バイク乗り。バイク通学もアルバイトも校則で禁止されているがお構いなし。愛車は「NEW CBR250」との表記がある（時期的に、CBR250Rをフルモデルチェンジして1990年4月に発売されたホンダ・CBR250RRだと推定される）。龍介・瞳と同じ中学出身で葵学園高校へ進学。家業はバイク屋。現役でそこそこの大学に進学するが遊びすぎて留年する。
さくら
岡部の彼女。スナックさくらの看板娘。高校は岡部たちとは別。寛容な性格で瞳や真里子、緒沢などを暖かく見守る。
緒沢 誠一郎（おざわ せいいちろう）声 - 大塚芳忠
一橋大学在学。マイカー持ち。熊本出身。瞳より2つ年上で、熊本の高校で瞳と出会う。瞳の事が好き。瞳が龍介のことを忘れられないこと、自分がピエロだということを承知の上で、龍介の代役として瞳に接するが、次第にそれに耐えられなくなっていく。車はAE91型トヨタ・カローラレビン（グレードはLIME）。瞳が高3時に家庭教師を務める。スナックさくらに来ることがある。
高瀬 さやか（たかせ さやか）声 - 白石文子
龍介の2歳下の妹。極度のブラコンで、一方的に兄を捨てて九州に行った瞳を恨みに思っている。龍介たちが高3時に葵学園高校に入学。龍介の事故の際、瞳のせいで兄が死に掛けたと憤慨した。
樹 美保（いつき みほ）
龍介を想うストーカー。毎朝早起きして上り線で荻窪のひと駅先まで行ってから下り電車に乗り換えて、荻窪から龍介が乗車してくるのを待つのを日課としている。聖華女学院1年。思い余って真里子のストーカーとなり、真里子を追い詰めていく。龍介に振られた後は、逆恨みして、瞳を復讐の為に、龍介と真里子の間を引き裂く道具にしようとして、彼女に近づく。彼女の龍介への恋心は、極めて自分本位な、身勝手なものと言える。

## 関連商品
- ドラマCD全3巻
- ドラマCD用イメージソングコレクション

VAPより発売。